# Composition des équipes masculines de hockey sur gazon à la Coupe des Amériques 2022
Cet article répertorie les compositions de toutes les équipes participantes à la Coupe d'Amérique 2022. Les huit équipes nationales impliquées dans le tournoi devaient inscrire une équipe de 18 joueurs.
L'âge et la sélection de chaque joueur sont au 19 janvier 2022, premier jour de la saison.

## Chili
La composition suivante du Chili pour la Coupe d'Amérique 2022.
Entraîneur :  Jorge Dabanch
| Numéro | Joueur                    | Date de naissance | Âge | Sélections |
| ------ | ------------------------- | ----------------- | --- | ---------- |
| 1      | Agustín Araya (GB)        | 2 août 1999       | 22  | 16         |
| 2      | Agustín Amoroso           | 9 décembre 2000   | 21  | 2          |
| 4      | Juan Purcell              | 23 juin 1993      | 28  | 69         |
| 5      | Adrián Henríquez (GB)     | 14 juillet 1986   | 35  | 122        |
| 6      | Vicente Goñi              | 30 novembre 1995  | 26  | 43         |
| 8      | Fernando Renz (C)         | 15 février 1994   | 27  | 66         |
| 9      | José Maldonado            | 4 novembre 1994   | 27  | 83         |
| 10     | Raimundo Valenzuela (Jr.) | 10 mai 2002       | 19  | 0          |
| 11     | Kai Gesswein              | 28 août 1999      | 22  | 0          |
| 13     | Andrés Pizzaro            | 7 décembre 1999   | 22  | 28         |
| 14     | Juán Amoroso              | 8 juillet 1997    | 24  | 51         |
| 15     | José Hurtado              | 18 mars 1999      | 22  | 38         |
| 16     | William Enos              | 7 juin 1992       | 29  | 13         |
| 17     | Felipe Renz               | 29 avril 1997     | 24  | 43         |
| 18     | Ignacio Contardo          | 13 juin 1994      | 27  | 43         |
| 19     | Luis Valenzuela           | 20 mars 1999      | 22  | 1          |
| 24     | Axel Richter              | 8 novembre 1994   | 27  | 39         |
| 26     | Axel Troncoso             | 25 février 1997   | 24  | 38         |
| 28     | Nils Strabucchi           | 28 avril 1999     | 22  | 18         |
| 31     | Franco Becerra            | 2 décembre 1997   | 24  | 36         |

## Argentine
La composition suivante d'Argentine pour la Coupe d'Amérique 2022.
Entraîneur :  Mariano Ronconi
| Numéro | Joueur              | Date de naissance | Âge | Sélections |
| ------ | ------------------- | ----------------- | --- | ---------- |
| 1      | Tomás Santiago (GB) | 15 juin 1992      | 29  | 24         |
| 3      | Emiliano Bosso (GB) | 3 décembre 1995   | 26  | 6          |
| 6      | Santiago Tarazona   | 31 mai 1996       | 25  | 65         |
| 7      | Nicolás Keenan      | 6 mai 1997        | 24  | 37         |
| 9      | Maico Casella       | 5 juin 1997       | 24  | 83         |
| 13     | Leandro Tolini      | 14 mars 1990      | 31  | 82         |
| 14     | Nicolás della Torre | 1er mars 1990     | 31  | 48         |
| 15     | Diego Paz           | 10 août 1992      | 29  | 42         |
| 16     | Ignacio Ortiz       | 26 juillet 1987   | 34  | 180        |
| 18     | Federico Monja      | 12 septembre 1993 | 28  | 16         |
| 21     | Tomás Domene        | 4 septembre 1997  | 24  | 25         |
| 22     | Matías Rey          | 1er décembre 1984 | 37  | 223        |
| 23     | Lucas Martínez      | 17 novembre 1993  | 28  | 83         |
| 24     | Nicolás Cicileo     | 1er octobre 1993  | 28  | 64         |
| 29     | Thomas Habif        | 27 mai 1996       | 25  | 16         |
| 30     | Agustín Bugallo     | 23 avril 1995     | 26  | 86         |
| 31     | Lucas Toscani       | 22 septembre 1999 | 22  | 8          |
| 32     | Martín Ferreiro     | 21 octobre 1997   | 24  | 55         |

## Canada
La composition suivante du Canada pour la Coupe d'Amérique 2022.
Entraîneur :  Pasha Gademan
| Numéro | Joueur              | Date de naissance | Âge | Sélections |
| ------ | ------------------- | ----------------- | --- | ---------- |
| 1      | Floris van Son      | 5 février 1992    | 29  | 42         |
| 2      | Matthew Barnett     | 16 janvier 1999   | 22  | 1          |
| 3      | Robert Short        | 11 août 1972      | 49  | 19         |
| 5      | Devohn Noronha      | 9 février 1989    | 32  | 96         |
| 6      | Christopher Tardif  | 3 août 2000       | 21  | 1          |
| 8      | Oliver Scholfield   | 11 septembre 1993 | 28  | 78         |
| 10     | Keegan Pereira (C)  | 8 septembre 1991  | 30  | 189        |
| 11     | Balraj Panesar      | 16 mars 1996      | 25  | 74         |
| 13     | Brendan Guraliuk    | 14 mai 2000       | 21  | 14         |
| 16     | Gordon Johnston (C) | 30 janvier 1993   | 28  | 186        |
| 17     | Brenden Bissett (C) | 28 janvier 1993   | 28  | 146        |
| 20     | Fin Boothroyd       | 9 mars 1999       | 22  | 30         |
| 21     | Matthew Sarmento    | 23 juin 1991      | 30  | 127        |
| 23     | Iain Smythe (C)     | 2 juin 1985       | 36  | 204        |
| 24     | James Kirkpatrick   | 29 mars 1991      | 30  | 108        |
| 26     | Samuel Cabral       | 23 février 1999   | 22  | 6          |
| 27     | Sukhi Panesar       | 26 décembre 1993  | 28  | 158        |
| 29     | Taylor Curran       | 19 mai 1992       | 29  | 188        |
| 31     | Antoni Kindler (GB) | 16 mai 1988       | 33  | 106        |
| 32     | Zackary Coombs (GB) | 24 avril 2001     | 20  | 1          |

## États-Unis
La composition suivante des États-Unis pour la Coupe d'Amérique 2022.
Entraîneur :  Harendra Singh
| Numéro | Joueur                  | Date de naissance | Âge | Sélections |
| ------ | ----------------------- | ----------------- | --- | ---------- |
| 1      | Jonathan Klages (GB)    | 14 mai 1997       | 24  | 35         |
| 2      | JaJa Kentwell           | 22 août 1991      | 30  | 25         |
| 3      | Michael Barminski (Jr.) | 11 février 1993   | 28  | 91         |
| 5      | Pat Harris              | 13 mars 1985      | 36  | 151        |
| 8      | Paul Singh              | 11 mars 1993      | 28  | 85         |
| 9      | Adam Miller             | 15 mars 1992      | 29  | 78         |
| 10     | Alberto Montilla        | 24 janvier 1998   | 23  | 18         |
| 12     | Ajai Dhadwal            | 13 août 1993      | 28  | 124        |
| 14     | Aki Kaeppeler           | 10 juillet 1994   | 27  | 76         |
| 15     | Kei Kaeppeler           | 17 juin 1997      | 24  | 29         |
| 17     | Christian DeAngelis     | 13 février 1999   | 22  | 37         |
| 22     | Jonathan Orozco         | 18 février 1993   | 28  | 100        |
| 23     | Kai Kokolakis           | 19 juillet 1994   | 27  | 8          |
| 24     | Vincent Heller          | 1er juillet 1998  | 23  | 1          |
| 26     | Mohan Ghandhi           | 17 mars 1993      | 28  | 103        |
| 30     | Jatin Sharma            | 29 août 2001      | 20  | 5          |
| 32     | Jack Heldens            | 27 août 1997      | 24  | 1          |
| 33     | Hamzah Hashmi (GB)      | 20 janvier 1997   | 24  | 0          |

## Trinité-et-Tobago
La composition suivante de Trinité-et-Tobago pour la Coupe d'Amérique 2022.
Entraîneur :  Darren Cowie
| Numéro | Joueur                | Date de naissance | Âge | Sélections |
| ------ | --------------------- | ----------------- | --- | ---------- |
| 2      | Malcolm Baptiste (GB) | 11 juin 2000      | 21  | 0          |
| 3      | Joel Daniel           | 11 novembre 2000  | 21  | 5          |
| 4      | Aidan de Gannes       | 25 juillet 1991   | 30  | 68         |
| 7      | Jordan Vieira         | 24 juin 1996      | 25  | 30         |
| 8      | Ghardel Elcock        | 18 décembre 2000  | 21  | 0          |
| 9      | Akim Toussaint (C)    | 8 octobre 1988    | 33  | 141        |
| 11     | Tariq Marcano         | 17 juillet 1996   | 25  | 55         |
| 12     | Daniel Byer           | 6 octobre 1997    | 24  | 22         |
| 14     | Teague Marcano        | 18 juin 2000      | 21  | 29         |
| 15     | Tarell Singh          | 16 avril 2002     | 19  | 0          |
| 16     | Roshane Hamilton      | 16 janvier 2001   | 21  | 0          |
| 18     | Mickell Pierre        | 13 mars 1988      | 33  | 150        |
| 19     | Shaquille Daniel      | 5 mai 1994        | 27  | 73         |
| 20     | Jordan Reynos         | 18 mars 1995      | 26  | 46         |
| 21     | Caleb Guiseppi        | 12 juillet 2000   | 21  | 6          |
| 22     | Jovan Wren            | 17 mars 2001      | 20  | 0          |
| 23     | Andrey Rocke (GB)     | 10 août 1981      | 40  | 121        |
| 24     | Ethan Reynos          | 25 décembre 2001  | 20  | 0          |
| 22     | Jacques Poon-Lewis    | 7 juillet 2000    | 21  | 0          |
| 30     | Lyndell Byer          | 9 mai 1995        | 26  | 30         |

## Brésil
La composition suivante du Brésil pour la Coupe d'Amérique 2022.
Entraîneur :  Cláudio Rocha
| Numéro | Joueur                  | Date de naissance | Âge | Sélections |
| ------ | ----------------------- | ----------------- | --- | ---------- |
| 1      | Daniel Tatara (GB)      | 2 juin 1984       | 37  | 38         |
| 2      | Bruno Mendonça          | 7 janvier 1984    | 38  | 77         |
| 5      | Joaquín Lopez           | 12 février 1990   | 31  | 30         |
| 6      | Adam Imer               | 18 août 1989      | 32  | 26         |
| 7      | André Patrocínio (C)    | 20 février 1990   | 31  | 93         |
| 8      | Yuri van der Heijden    | 20 juillet 1990   | 31  | 105        |
| 9      | Gabriel Martins         | 5 mai 2000        | 21  | 3          |
| 10     | Lucas Paixão            | 2 septembre 1994  | 27  | 76         |
| 11     | Lucas Varela            | 7 juin 2004       | 17  | 0          |
| 12     | Arthur Giro             | 29 décembre 2003  | 18  | 0          |
| 13     | Bruno Paes              | 24 juin 1993      | 28  | 83         |
| 15     | Patrick van der Heijden | 19 septembre 1992 | 29  | 78         |
| 19     | Vinicius Vaz            | 6 décembre 2001   | 20  | 14         |
| 21     | Marcos Pasin            | 27 mai 1993       | 28  | 48         |
| 28     | Fabio Assis             | 28 décembre 1990  | 31  | 34         |
| 30     | Jean da Silva           | 8 juillet 2000    | 21  | 0          |
| 31     | Rodrigo Faustino (GB)   | 6 janvier 1987    | 35  | 69         |
| 50     | Mateus Santos           | 12 décembre 1999  | 22  | 0          |

## Mexique
La composition suivante du Mexique pour la Coupe d'Amérique 2022.
Entraîneur :  Pol Moreno
| Numéro | Joueur                | Date de naissance | Âge | Sélections |
| ------ | --------------------- | ----------------- | --- | ---------- |
| 2      | Alberto Rangel        | 10 juillet 2002   | 19  | 0          |
| 3      | Yamil Mendez          | 2 mars 1999       | 22  | 44         |
| 6      | Alejandro Mendez      | 23 septembre 1996 | 25  | 44         |
| 8      | Pablo Muñoz           | 18 janvier 1997   | 25  | 4          |
| 9      | Erick Hernández       | 22 août 2000      | 21  | 4          |
| 10     | Alexander Palma       | 1er août 2001     | 20  | 22         |
| 12     | Andre Benedith        | 10 novembre 2003  | 18  | 0          |
| 15     | Francisco Aguilar (C) | 4 octobre 1989    | 32  | 110        |
| 16     | Kevin Amador          | 2 décembre 2001   | 20  | 0          |
| 17     | Daniel Castillo       | 10 mai 1995       | 26  | 60         |
| 18     | Matías Guzman         | 8 décembre 2001   | 20  | 0          |
| 19     | Jorge Aguilar         | 1er juillet 1997  | 24  | 22         |
| 21     | Omar Matildes         | 31 octobre 2001   | 20  | 0          |
| 22     | Gonzalo Segura (GB)   | 8 décembre 1997   | 24  | 4          |
| 23     | Luis Villegas         | 27 février 2000   | 21  | 29         |
| 24     | Jorge Gomez           | 24 novembre 2000  | 21  | 21         |
| 25     | Juan Sosa             | 4 février 2002    | 19  | 12         |
| 26     | Jorge Estrada         | 12 février 2002   | 19  | 10         |
| 30     | Oscar Copado (GB)     | 3 août 2003       | 18  | 0          |